# Liga de voleibol de Grecia
La Liga de voleibol de Grecia o simplemente VolleyLeague es la máxima división del campeonato griego de voleibol masculino organizado por la Asociación de equipos profesionales de voleibol (ΕΣΑΠ).

## Fórmula
En la VolleyLegue participan diez equipos; siguiendo un sistema de liga, los equipos se enfrentan todos contra todos en dos ocasiones -una en campo propio y otra en campo contrario- sumando un total de 18 jornadas. Al final de la temporada regular los primeros cuatro equipos clasificados se califican por la ronda de las semifinales de los playoff donde la primera clasificada enfrenta a la cuarta y la segunda a la tercera. El equipo que gana tres partidos se clasifica por la serie final; otra vez el equipo que gana tres partidos es proclamado campeón de Grecia.
El campeonato de voleibol ha sido dominado por dos clubes en particular, el Olympiacos S. F. P. ganador de 32 títulos y el Panathinaikos AO campeón por 20 veces y que también participaron en todas las ediciones de la historia.

## Campeones por temporada
| - 1936: Panellinios AO - 1937: Panellinios AO - 1938: EA Patras - 1939: Panellinios AO - 1940: Panellinios AO - 1941: no disputado - 1942: no disputado - 1943: no disputado - 1944: Panellinios AO - 1945: no disputado - 1946: no disputado - 1947: no disputado - 1948: no disputado - 1949: no disputado - 1950: no disputado - 1951: no disputado - 1952: no disputado - 1953: no disputado - 1954: no disputado - 1955: no disputado - 1956: no disputado - 1957: no disputado - 1958: no disputado - 1959: no disputado - 1960: no disputado - 1961: Panellinios AO - 1962: Milonas Atenas - 1963: Panathinaikos AO | - 1964: Milonas Atenas - 1965: Panathinaikos AO - 1966: Panathinaikos AO - 1967: Panathinaikos AO - 1968: Olympiacos S. F. P. - 1968-69: Olympiacos S. F. P. - 1969-70: Panathinaikos AO - 1971-72: Panathinaikos AO - 1972-73: Panathinaikos AO - 1973-74: Olympiacos S. F. P. - 1974-75: Panathinaikos AO - 1975-76: Olympiacos S. F. P. - 1976-77: Panathinaikos AO - 1977-78: Olympiacos S. F. P. - 1978-79: Olympiacos S. F. P. - 1979-80: Olympiacos S. F. P. - 1980-81: Olympiacos S. F. P. - 1981-82: Panathinaikos AO - 1982-83: Olympiacos S. F. P. - 1983-84: Panathinaikos AO - 1984-85: Panathinaikos AO - 1985-86: Panathinaikos AO - 1986-87: Olympiacos S. F. P. - 1987-88: Olympiacos S. F. P. - 1988-89: Olympiacos S. F. P. - 1989-90: Olympiacos S. F. P. - 1990-91: Olympiacos S. F. P. - 1991-92: Olympiacos S. F. P. | - 1992-93: Olympiacos S. F. P. - 1993-94: Olympiacos S. F. P. - 1994-95: Panathinaikos AO - 1995-96: Panathinaikos AO - 1996-97: Aris Salónica - 1997-98: Olympiacos S. F. P. - 1998-99: Olympiacos S. F. P. - 1999-00: Olympiacos S. F. P. - 2000-01: Olympiacos S. F. P. - 2001-02: Iraklis Salónica - 2002-03: Olympiacos S. F. P. - 2003-04: Panathinaikos AO - 2004-05: Iraklis Salónica - 2005-06: Panathinaikos AO - 2006-07: Iraklis Salónica - 2007-08: Iraklis Salónica - 2008-09: Olympiacos S. F. P. - 2009-10: Olympiacos S. F. P. - 2010-11: Olympiacos S. F. P. - 2011-12: Iraklis Salónica - 2012-13: Olympiacos S. F. P. - 2013-14: Olympiacos S. F. P. - 2014-15: PAOK Salónica - 2015-16: PAOK Salónica - 2016-17: PAOK Salónica - 2017-18: Olympiacos S. F. P. - 2019-19: Olympiacos S. F. P. - 2019-20: Panathinaikos AO | - 2020-21: Olympiacos S. F. P. - 2021-22: Panathinaikos AO - 2022-23: Olympiacos S. F. P. - 2023-24: Olympiacos S. F. P. |

## Títulos por club
| Títulos | Club                | Temporadas |
| ------- | ------------------- | --- |
| 32      | Olympiacos S. F. P. | 1968, 1968-69, 1973-74, 1975-76, 1977-78, 1978-79, 1979-80, 1980-81, 1982-83, 1986-87, 1987-88, 1988-89, 1989-90, 1990-91, 1991-92, 1992-93, 1993-94, 1997-98, 1998-99, 1999-00, 2000-01, 2002-03, 2008-09, 2009-10, 2010-11, 2012-13, 2013-14, 2017-18, 2018-19, 2020-21, 2022-23, 2023-24 |
| 20      | Panathinaikos AO    | 1963, 1965, 1966, 1967, 1969-70, 1970-71, 1971-72, 1972-73, 1974-75, 1976-77, 1981-82,1983-84, 1984-85, 1985-86, 1994-95, 1995-96, 2003-04, 2005-06, 2019-20, 2021-22 |
| 6       | Panellinios VC      | 1936, 1937, 1939, 1940, 1944, 1961 |
| 5       | Iraklis Salónica    | 2001-02, 2004-05, 2006-07, 2007-08, 2011-12 |
| 3       | PAOK Salónica       | 2014-15, 2015-16, 2016-17 |
| 2       | Milonas Atenas      | 1962, 1964 |
| 1       | EA Patras           | 1938 |
| 1       | Aris Salónica       | 1996-97 |